# Beccariella lasiantha
Beccariella lasiantha là một loài thực vật có hoa trong họ Hồng xiêm. Loài này được (Baill.) Aubrév. mô tả khoa học đầu tiên năm 1967.